# Eredità universale
L'eredità universale è una proposta affinché tutti i cittadini, raggiunta una certa età, ricevano un'assegnazione economica da parte dello Stato.
L'eredità è uno degli elementi giuridici ed economici che contribuisce maggiormente a perpetuare l'ineguaglianza. Pertanto, dalle correnti economiche eterodosse si è criticata l'eredità sia dal punto di vista storico, in quanto la proprietà e l'ineguaglianza nella sua distribuzione non potrebbero essere comprese senza l'accumulazione originaria del capitale, sia dal punto di vista etico e di giustizia, poiché nessun essere umano avrebbe diritto a una maggiore proprietà sulla ricchezza della Terra semplicemente per il fatto di nascere in una famiglia piuttosto che in un'altra.
In questo senso, l'eredità universale è stata proposta come una forma di compensazione dell'ineguaglianza nella distribuzione della ricchezza, che sarebbe finanziata attraverso imposte progressive.
La prima proposta sull'eredità universale fu fatta da Thomas Paine nel 1795, sebbene da allora siano state proposte misure simili in diversi paesi e momenti storici.
Tra le critiche a questa misura vi è il fatto che venga considerata un'eredità per tutti i cittadini, senza tenere conto del loro livello economico. Inoltre, potrebbe comportare una riduzione degli sforzi dei giovani nel formarsi e contribuire con il loro lavoro al benessere dell'intera società.